# Володимир (Орачов)
Митрополит Володимир (справжнє ім'я Орачов Станіслав Миколайович) 8 вересня 1973, Луганськ — архієрей РПЦвУ, митрополит Кам'янський та Царичанський. Тезоіменитство  — 25 січня (7 лютого).

## Життєпис
1988 —1992 навчався у Луганському Художньому училищу в класі живопису.
1989  — іподиякон єпископа Луганського Іоанникія. 24 квітня 1992 рукопокладений в сан диякона.
15 вересня 1992 прийняв чернечий постриг з ім'ям Володимир, на честь священомученика Володимира, митрополита Київського та Галицького.
1992  — 1996 навчався в Київській духовній семінарії.
7 січня 1994 рукопокладений в сан ієромонаха і прийнятий в Луганське єпархіальне управління на посаду секретаря єпископа.
21 травня 1994 зведений в сан ігумена. 17 листопада 1996 возведений в сан архімандрита.
1996  — 2003 навчався в Київській духовній академії.
26 грудня 2006 захистив кандидатську дисертацію на тему «Історія іконопочитання в Православній Церкві».
Будучи кліриком Петропавлівського кафедрального собору та настоятелем храму Усіх Святих в Луганську (який тоді будувався), рішенням Священного Синоду Російської православної церкви від 17 листопада 2008 архімандрит Володимир був обраний новим керівним архієреєм Кременчуцької єпархії.
Хіротонія була здійснена 22 листопада 2008 за Божественною літургією. Богослужіння очолив митрополит Київський Володимир, якому служили митрополити Одеський Агафангел, Луганський Іоаннікій, Донецький Іларіон; архієпископи Ровенський Варфоломій, Вишгородський Павло, Білоцерковський Митрофан, Бориспільський Антоній; єпископи Друцький Петро, Сіверодонецький Агапіт, Горлівський Митрофан, Макаровський Іларій, Сумський Євлогій, Переяслав-Хмельницький Олександр, Олександрійський Антоній, Васильківський Пантелеймон, Джанкойський Нектарій.
24 листопада 2009 призначений єпископом Рівеньківським, вікарієм Луганської єпархії.
23 грудня 2010 призначений єпископом Дніпродзержинським та Царичанським.
17 серпня 2015 року був возведений у сан архієпископа.
Рішенням синоду РПЦвУ 20 липня 2016 року титул «Дніпродзержинський і Царичанський» було змінено на «Кам'янський і Царичанський».
17 серпня 2020 року Онуфрій підвищив архієпископа до сану митрополита.
31 жовтня 2024 в числі 17 (із 53) правлячих і 14 (із 58) вікарних архієреїв УПЦ МП підписав заяву, в якій засудив анексію Російською Православною церквою Донецької єпархії, зняття її керівника митрополита Іларіона і заміни на росіянина, уродженця Рязанської області Росії, архієрея з Далекого Сходу.

## Нагороди
- Знак предстоятеля РПЦвУ (2013)[2]